# Siudy
Siudy – przyrząd do noszenia cebrów lub wiader; zakładane na ramiona nosidła do wody.

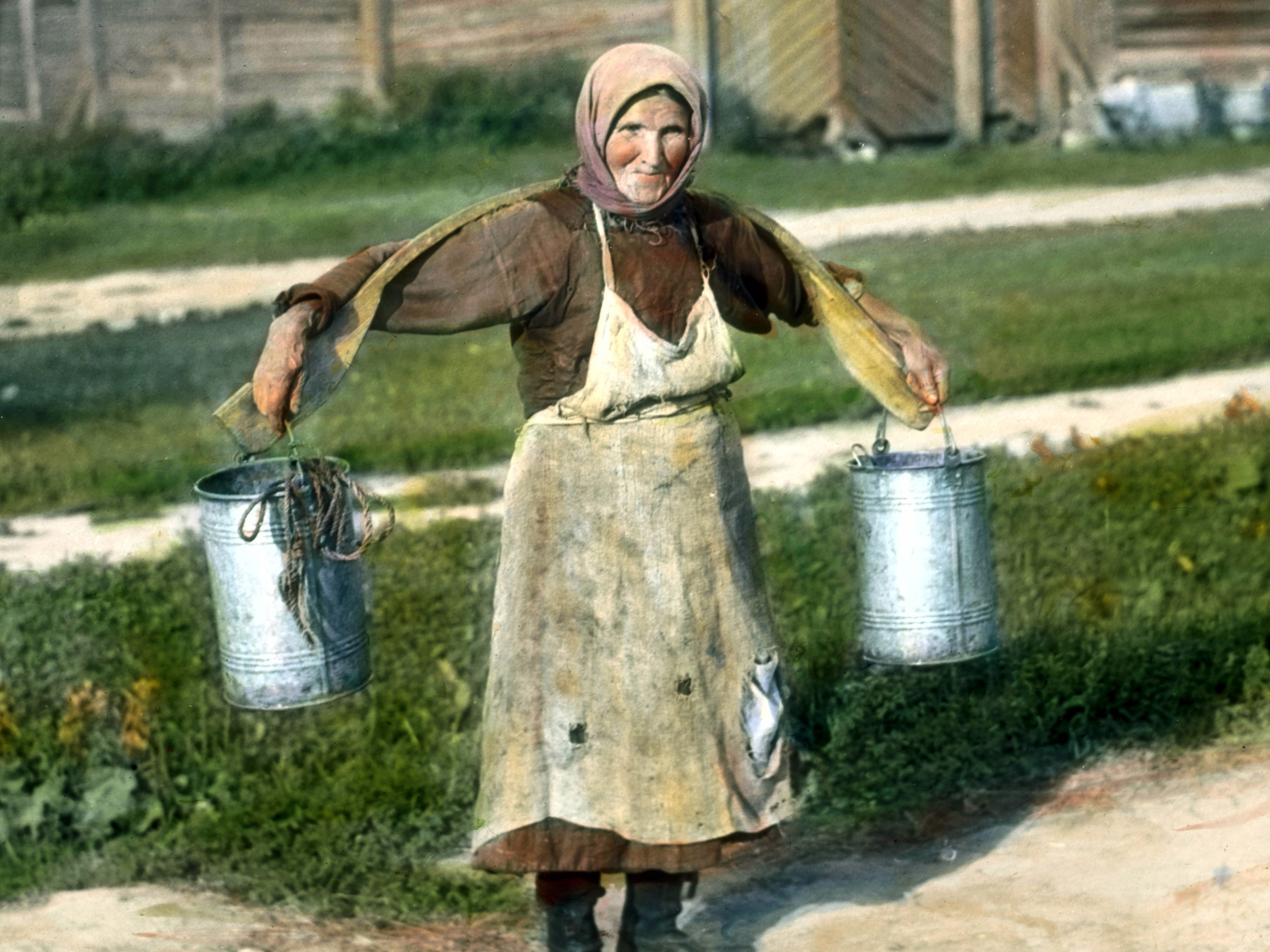
Kobieta z Petersburga niosąca wodę

Najczęściej przybierał postać rozszerzonej w środku, prostej lub lekko wygiętej drewnianej pałki z wyżłobieniem na kark. Na obu końcach pałki znajdowały się łańcuszki lub sznury z haczykami, na których wieszano naczynia z wodą.
Siudów używano, by ułatwić noszenie ciężarów. Korzystająca z nosideł osoba zakładała pałkę na ramiona, jej środek opierając o kark. By zachować równowagę, umieszczone na obu końcach naczynia musiały mieć zbliżoną wagę.
Nosidłami posługiwano się na terenie całej Europy. W Azji przyrządy do noszenia ciężarów przypominały siudy, nieco inne było jednak ich zastosowanie: zamiast wiader z wodą na hakach wieszano kosze z towarami, pałkę zaś opierano na jednym ramieniu, co ułatwiało poruszanie się po zatłoczonych ścieżkach.
Inne spotykane nazwy to m.in. powerek (Małopolska, Mazowsze), koromysło (Małpolska wschodnia, Mazowsze wschodnie, Kresy), sądy, szuńdy (Wielkopolska), pydy (Mazury).

## Przykłady użycia – literatura
- W małych drzwiach wybitych w bocznej ścianie domostwa ukazywała się czasem służba w barwie książęcej – i z wiadrami lub cebrami na powerkach biegła po wodę do studzien (H. Sienkiewicz, Krzyżacy).
- Mówiąc o zdzieraniu z rąk skóry, wysuwała pod światło łuczywy, w szczelinie pieca palącéj się, ręce swe małe, wychudłe, tak prawie czarne, jak zorana ziemia, z palcami powykrzywianemi i pełnemi guzów od sierpa, koromyseł, kopania ziemi i tym podobnych robót herkulesowych, przez dziewiętnaście lat, bez najmniejszéj przerwy pełnionych (E. Orzeszkowa, Niziny).